# Vogelsang-Warsin
Vogelsang-Warsin es un municipio situado en el distrito de Pomerania Occidental-Greifswald, en el estado federado de Mecklemburgo-Pomerania Occidental (Alemania), a una altura de 5 metros. Su población a finales de 2016 era de 355 habs. y su densidad poblacional, 6 hab/km².
Se encuentra ubicado en el extremo este del distrito, junto a la frontera con Polonia y la costa del mar Báltico.